# Zunheboto
Zunheboto è una suddivisione dell'India, classificata come town committee, di 22.809 abitanti, capoluogo del distretto di Zunheboto, nello stato federato del Nagaland. In base al numero di abitanti la città rientra nella classe III (da 20.000 a 49.999 persone).

## Geografia fisica
La città è situata a 25° 58' 0 N e 94° 31' 0 E e ha un'altitudine di 1.251 m s.l.m..

## Società

### Evoluzione demografica
Al censimento del 2001 la popolazione di Zunheboto assommava a 22.809 persone, delle quali 12.510 maschi e 10.299 femmine. I bambini di età inferiore o uguale ai sei anni assommavano a 3.085, dei quali 1.633 maschi e 1.452 femmine. Infine, coloro che erano in grado di saper almeno leggere e scrivere erano 18.161, dei quali 10.193 maschi e 7.968 femmine.